# Ryohei Komori
Ryohei Komori (小森 亮平, Komori Ryōhei, né le 26 septembre 1988 à Fukuyama) est un coureur cycliste japonais.

## Palmarès et résultats

### Palmarès par année
- 2006
  - 3e du Tour d'Okinawa juniors
- 2008
  -  Champion du Japon sur route espoirs
- 2017
  - 3e du Tour de Selangor

### Classements mondiaux
| Année            | 2009 | 2010 | 2011 | 2012 | 2013 | 2014 | 2015 | 2016 | 2017 |
| ---------------- | ---- | ---- | ---- | ---- | ---- | ---- | ---- | ---- | ---- |
| UCI America Tour |      |      |      | 393e |      |      |      |      |      |
| UCI Asia Tour    | 218e |      |      |      |      |      |      |      | 174e |